# San Ġwann
San Ġwann (dt.: St. Johannes) ist mit 15.111 Einwohnern (Stand 31. Dezember 2020) die siebtgrößte Stadt Maltas. San Ġwann ist die größte Gemeinde von Maltas 9. Distrikt, der auch die Gemeinden Msida, Swieqi und Ta’ Xbiex umfasst.
Die Stadt San Ġwann – erst seit 1965 eine eigene Kirchengemeinde – besteht hauptsächlich aus ziemlich modernen Häusern. Einige archäologische Fundstätte in diesem Gebiet legen jedoch nahe, dass San Ġwann durchaus eine lange Geschichte hat.

## Geschichte
Die ältesten menschlichen Spuren an diesem Ort sind die Karrenspuren in der Nähe des Sant-Andrija-Gebietes. Diese Karrenspuren, die es auch in vielen anderen Teilen Maltas gibt, werden auf die vorpunische Zeit datiert und sind wahrscheinlich in der Bronzezeit 2300 bis 1000 vor Christus entstanden. Auch ihre ursprüngliche Funktion wurde nie ganz geklärt, aber man nimmt an, dass sie dem Straßenverkehr dienten.
Das Vorhandensein dieser prähistorischen Spuren legt nahe, dass es in dieser Gegend eine Landgemeinde gab, die sich die fruchtbaren Täler Wied Għomor, Wied il-Ballut und Wied Għollieqa zu Nutze machte. Die prähistorischen Bewohner dürften in Höhlen ähnlich denen hinter der Tal-Mensija-Kirche gelebt haben.
Diese Landgemeinde bewirtschaftete das Land in der Gegend über die folgenden Jahrhunderte. Überbleibsel aus römischer Zeit, wie einige Gräber und eine abgedeckte Zisterne, weisen auf ein funktionierendes Gemeinwesen hin. Die bekannteste archäologische Hinterlassenschaft aus dieser Zeit ist der „Roman Tower“ in Ta' Ċieda. Dieser Turm war einer von acht Wehrtürmen in ganz Malta aus dem 3. nachchristlichen Jahrhundert. Auch weist dieser Turm auf fortgesetzte Siedlungstätigkeit hin, da der in der arabischen Zeit als Friedhof diente.
Die arabischen Ursprünge dieser Gegend kann man an den vielen semitischen Ortsnamen in mittelalterlichen notariellen Dokumenten sehen. Die alten Namen dieser Gegend – Tal-Għargħar, L-Imsierah – sind solche Beispiele. Diese Namen geben uns Hinweise auf das Aussehen dieser Gegend in dieser fernen Zeit. Der alte Name „Tal-Għargħar“ zeigt an, dass dies ein mit Koniferen bewaldetes Gebiet war, das wir aus arabischer Zeit kennen und das die Araber laufend für ihren Holzbedarf abholzten. Der andere Name „L-Imsieraħ“ steht für ein offenes Gelände, das sich aus der Höhenlage ergibt. Im Mittelalter gab es in der Gegend offensichtlich mindestens zwei Gemeinden, Raħal Tigan (in der Nähe des Wied Għollieqa) und Raħal Ger (bei Xwieki zwischen Tal-Għargħar und Naxxar).
Andere semitische Namen in den mittelalterlichen Dokumenten sind die Feldbezeichnungen il-Kappara, Ħabel il-Ghasfur, il-Ħirba ta' l-Imnajdar, ta' Għarnuqa, l-Andar ta' Zerqa, tal-Berbri, ta' Gulbien, tal-Għul, tad-Dwienes, Ħabal il-Ħofor, il-Ħofra tad-Demus, il-Ħrejba ta' Bajdun, tal-Milfuq, tan-Nigem, Bir Werċ, tal-Minfes, ta' Xmiexi und andere.
Die Għargħar-Region beherbergte im Mittelalter offensichtlich auch die Pfarrkirche St. Helena, möglicherweise in der Nähe des Ta' Cieda Tower. Diese Kirche wurde im 14. Jahrhundert abgerissen, aber ihre Spuren waren 1575 noch zu sehen, als der Apostolische Visitator Petrus Dusina einen Bericht darüber schrieb. Als weitere Kirchen in dieser Gegend erwähnte Dusina solche, die der heiligen Margerita, der heiligen Andrea, dem heiligen Bartholomäus und dem heiligen Leonhard geweiht waren. Die frühere Höhlenkapelle im Vorort Mensija kennt man heute als Lunziata Chapel (Kapelle der Verkündigung) und sie kommt in einer bekannten mittelalterlichen Legende vor. In dieser Zeit fiel dieser Ort unter die Rechtsprechung der Gemeinde Birkirkara.
Die Überlassung der maltesischen Inseln an den Malteserorden im Jahre 1530 und die Ereignisse der Großen Belagerung 1565 brachten der Bevölkerung von San Ġwann eine gewisse Sicherheit vor den häufigen türkischen Überfällen der vorhergehenden Jahrzehnte. Dies ließ die Bevölkerung wachsen, was man am Bau weiterer Kapellen sieht, wie z. B. die von San Ġwann tal-Gharghar (1646) und die der Heiligen Philip und Johannes (1730). Ein anderes Gebäude aus der Zeit der Malteserritter war der Wehrhof „It-Torri la' Lanzun“ (1713). Im Jahr 1972 wurde das Castello vom britischen Offizier Robert Gayre, Großkommandeur des Lazarus-Ordens, gekauft, der das Gebäude restaurierte und es dem Militärischen – und Hospitlaischen Ordens des hl. Lazarus von Jerusalem (Obedienz Malta) schenkte. Es wurde offiziell am 12. Mai 1973 vom Großmeister Francisco de Borbón y Borbón als offizielles Hauptquartier des Ordens eingeweiht.
Durch ihre gute Sicht auf den Großen Hafen wurde die Anhöhe von Għargħar ein wichtiger Beobachtungspunkt der maltesischen Truppen, die die französischen Kräfte in Valletta 1798–1800 belagerten. Der Wehrhof „Ta' Xindi“ – im Vorort Kappara gelegen – wurde zum Hauptquartier des bekannten maltesischen Regimentskapitäns Vincenzo Borg. Dieser Außenposten war mit nicht weniger als 568 Soldaten aus Birkirkara und Mosta besetzt. In einer militärischen Aktion erbeutete dieses Bataillon am 2. September 1798 zwei 18-Pfund-Kanonen, von den eine den Außenposten Kappara verstärkte.
Die relative Ruhe des 19. Jahrhunderts ermöglichte weiteres Bevölkerungswachstum. Vom Zweiten Weltkrieg wurde die Gegend nur wenig berührt, obwohl Torri Lanzun als Ausguck für herannahende Flugzeuge diente und durch Bomben zerstört wurde. Allerdings spielte der Ort in den Abwehrplänen der British Colonial Office gegen einen möglichen Atomschlag in der Nachkriegszeit eine Rolle. Diese Behörde etablierte 1950 das Civil Defense Corps und veranlasste zur ausreichenden Mehlversorgung im Kriegsfall den Bau von acht unterirdischen Mühlen in Malta und Gozo. Eine dieser Mühlen mit einer Silokapazität von 1000 Tonnen Weizen liegt hinter der staatlichen Volksschule von San Ġwann.
In den 1950er-Jahren wurde mit der Ankunft der Kapuzinerbrüder ein neues Kapitel in der Geschichte des Ortes aufgeschlagen. Ein Konvent und die Kirche „Our Lady of Lourdes“ wurden im Dezember 1959 fertiggestellt. Diese Kirche wurde Pfarrkirche, als der Ort 1965 eine selbständige Gemeinde wurde. Die Gemeinde erhielt ihren Namen von der alten Kapelle San Ġwann tal-Għargħar, die so lange den kirchlichen Bedürfnissen der Gemeinde gedient hatte. Die Pfarrkirche heißt auch heute noch „Our Lady of Lourdes“.
Der Local Councils Act von 1993 bezeichnet San Ġwann als eigenen Distrikt mit eigener Gemeindeverwaltung. Das erste Gemeinderat wurde am 16. April 1994 gewählt, erster Bürgermeister war Mr Antonio Cesareo. Alle drei Jahre finden Gemeinderatswahlen statt.
Einige Fabriken haben sich im San Ġwann Industrial Estate (Gewerbegebiet) am Rande der Stadt angesiedelt.

## Sehenswürdigkeiten
- St. Margareth – Kapelle
- Karrenspuren von Mensija
- Kirche von Mensija
- Wied Għomor
- Wied Għollieqa

## Städtepartnerschaft
Seit 2003 unterhält die Stadt eine Städtepartnerschaft mit Monreale auf Sizilien (Italien).